# Emmerin

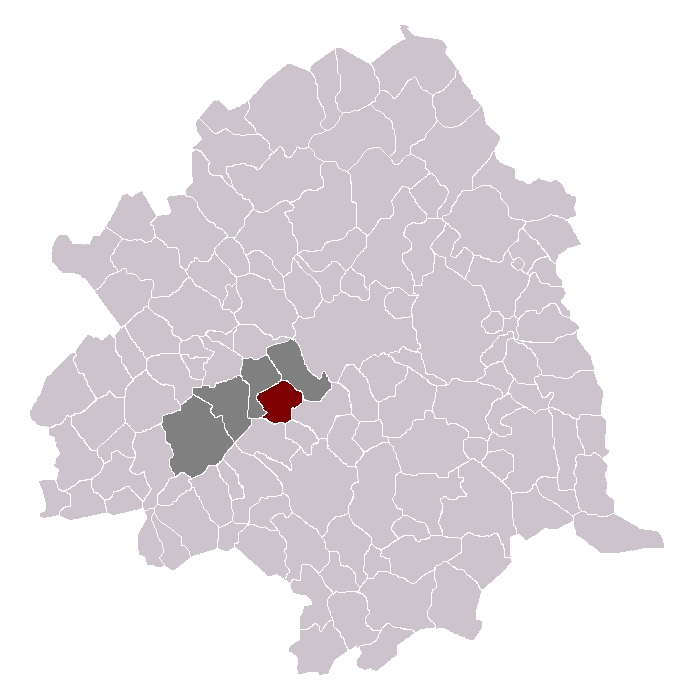
Ubicació d'Emmerin dins ldel cantó i el districte

Emmerin és un municipi francès, situat a la regió dels Alts de França, al departament del Nord. L'any 2006 tenia 2.933 habitants. Limita al nord-oest amb Haubourdin, al nord-est amb Loos, al sud-oest amb Houplin-Ancoisne, al sud amb Noyelles-lès-Seclin i al sud-est amb Wattignies.

## Demografia
| 1962                                       | 1968  | 1975  | 1982  | 1990  | 1999  | 2006  |
| ------------------------------------------ | ----- | ----- | ----- | ----- | ----- | ----- |
| 1.875                                      | 2.109 | 2.313 | 2.411 | 2.997 | 3.029 | 2.933 |
| Des de 1962: població sense dobles comptes |       |       |       |       |       |       |

## Administració
| Període   | Identitat                 | Partit |
| --------- | ------------------------- | ------ |
| 1790-1800 | Louis Dupont              |        |
| 1800-1802 | Simon Castel              |        |
| 1802-1813 | Honoré Joseph Testelin    |        |
| 1813-1821 | Simon Joseph Castel       |        |
| 1821-1846 | Magloire Debuchy          |        |
| 1846-1861 | Pierre Joseph Cazier      |        |
| 1861-1877 | Pierre Joseph Cazier Fils |        |
| 1878-1899 | Jean Baptiste Castel      |        |
| 1899-1907 | Narcisse Gruyelle         |        |
| 1907-1908 | Charles Vaillant          |        |
| 1908-1919 | Arthur Roussel            |        |
| 1919-1925 | Pierre Cazier             |        |
| 1925-1947 | Arthur Roussel            |        |
| 1947-1964 | Raphael Godin             |        |
| 1964-1971 | Louis Crespel             |        |
| 1971-1989 | Eugène Lejeune            |        |
| 1989-1995 | Yves Dupont               |        |
| 1995-     | Bernard André             |        |